# ليشرح بن يحيى
الصحابي لِيشَرَحُ بن يَحْيَى ابن لُحَيّ بن مخمر بن محمد الرُّعَيني ويُكنى أبو مخمر الرُّعَيني، وقيل: يُكنى أَبا محمد أدرك وعاصر الرسول صلى الله عليه وسلم وله صُحبة.
قال ابْنُ يُونُسَ: شهد فتح مصر، ولا يعرف له رواية.
ونقل ابن منده عن ابن يونس أنه قال: له ذكر في الصحابة.